# Transport Canada

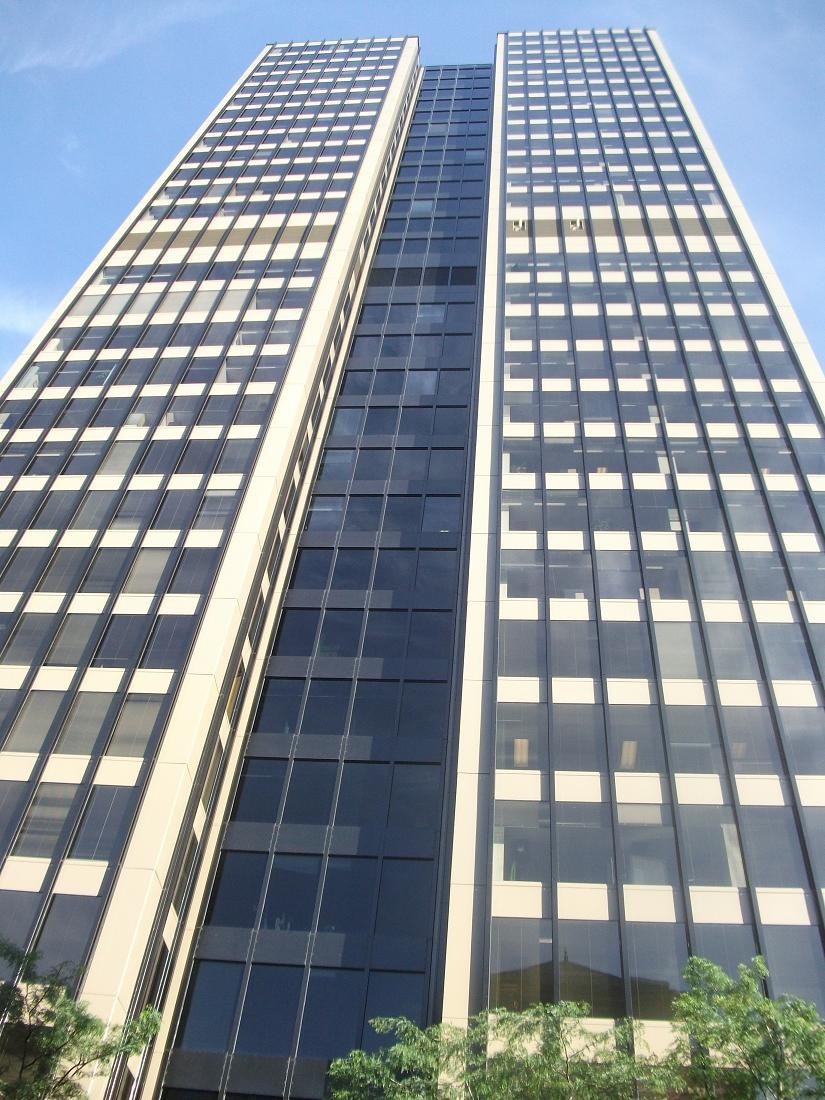
The head office of Transport Canada

Transport Canada (Frans: Transports Canada) is het departement binnen de overheid van Canada dat verantwoordelijk is voor de ontwikkeling van wetgeving, beleid en diensten met betrekking tot transport in Canada. Het maakt deel uit van de Transportation, Infrastructure and Communities (TIC)-portefeuille. Transport Canada is gevestigd in Ottawa, Ontario.

## Geschiedenis
Het ministerie van transport werd opgericht in 1935 door de regering van William Lyon Mackenzie King als erkenning van de veranderende transportsituatie in Canada op dat moment. Het voegde drie afdelingen samen: het voormalige Departement van Spoorwegen en Kanalen, het Ministerie van Maritieme zaken en Visserij, en de Civiele luchtvaarttak van Landsverdediging onder C. D. Howe, die de portefeuille zou gebruiken om het bestuur en de levering van alle vormen van vervoer (lucht, water en land) te rationaliseren. Hij creëerde een National Harbours Board en Trans-Canada Air Lines. Het ministerie van Transport is in werking getreden op 2 november 1936.
Voorafgaand aan een in 1994 doorgevoerde reorganisatie door de federale regering, had Transport Canada een breed scala van operationele verantwoordelijkheden, inclusief de Canadese kustwacht, de Saint Lawrence Seaway, lucht- en zeehavens, alsmede Via Rail en CN Rail. Aanzienlijke bezuinigingen op Transport Canada op dat moment hebben geleid tot de privatisering van CN-Rail, overdracht van de kustwacht naar Visserij en Oceanen, en de zeeweg en de verschillende zee- en luchthavens werden overgedragen aan plaatselijke overheden. Transport Canada kwam uit dit proces als een afdeling gericht op het beleid en de regelgeving in plaats van een transportbedrijf.
Transport Canada's hoofdkantoor is gevestigd in Ottawa, op Place de Ville, Toren C. Transport Canada heeft ook regionale hoofdkantoren in:
- Vancouver
- Edmonton
- Winnipeg
- Toronto
- Dorval
- Moncton

## Wegen
De Motor Vehicle Safety Act werd in 1971 aangenomen om de veiligheidsnormen te creëren voor auto's in Canada. De afdeling fungeert ook als de financiering van de federale regering voor gezamenlijk gefinancierde provinciale infrastructuurprojecten voor nieuwe snelwegen.

## Spoor
Transport Canada's rol in de spoorwegen omvat onder meer:
- Veiligheid op het spoor
- Beleid voor de toegankelijkheid van het reizen per trein
- Veiligheid van onder federale regelgeving spoorbruggen
- Inspecteren en testen van verkeersregelinstallaties
- Regelgeving voor spoorverkeer in Canada
- Regels, normen en diensten voor veilig vervoer van gevaarlijke goederen
- Canadian Transport Alarmcentrale voor noodsituaties en afhandeling van noodgevallen met gevaarlijke goederen

## Scheepvaart
Transport Canada is verantwoordelijk voor de waterwegen in en rondom Canada. Deze verantwoordelijkheden zijn onder andere:
- Reageren en het onderzoeken van ongevallen op zee in Canadese wateren
- Afdwingen maritieme wet- en regelgeving
- Het vaststellen en handhaven van regelgeving voor maritiem personeel en loodsen
- Maritieme veiligheid
- Maritiem toezicht
- Regulering van het gebruik door zeeschepen van de Canadese wateren
- Met ingang van 2003 zijn het Office of Boating Safety en het Navigable Waters Protection Program teruggebracht naar Transport Canada, net als bepaalde wettelijke aspecten van noodhulp (olievervuiling)

## Luchtvaart

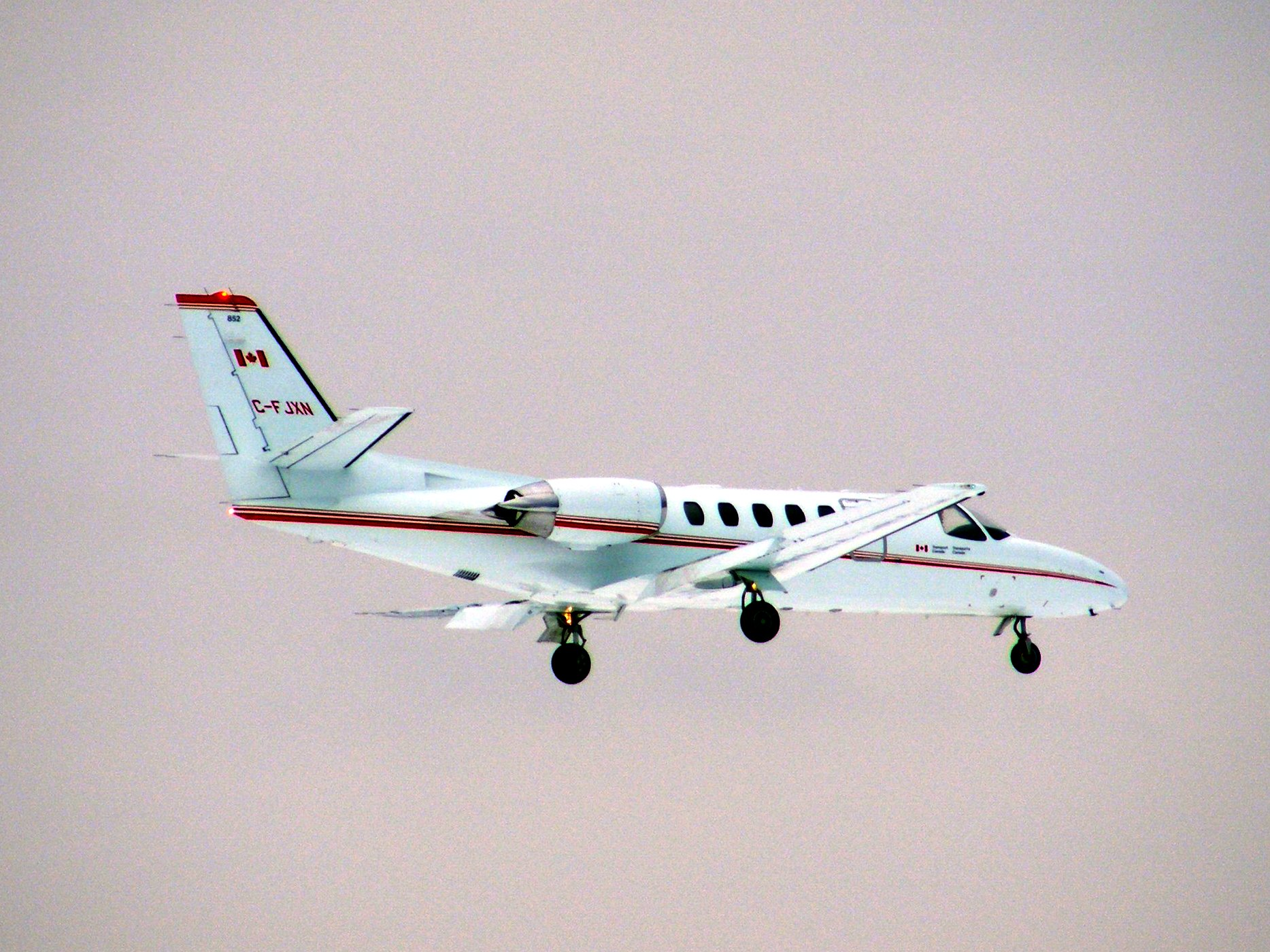
A TC Cessna 550 Citation II

Transport Canada's rol in de luchtvaart lijkt het meest uitgebreid. Tot 1996 was Transport Canada verantwoordelijk voor zowel de regelgeving van de luchtvaart, de werking van luchtverkeersdiensten, alsmede de werking van de meeste grote luchthavens. Op 1 november 1996 werden deze taken verdeeld: Transport Canada bleef verantwoordelijk voor de regelgeving, maar een nieuwe gereguleerde non-profitonderneming, NAV CANADA, nam de verantwoordelijkheid voor alle civiele verkeersbegeleidingsdiensten over. Deze verandering was (en blijft) controversieel omdat NAV CANADA begon met het in rekening brengen van diensten die voorheen werden gefinancierd via de algemene belastinginkomsten. In 2005 werd in de Verenigde Staten over een soortgelijke delegatie van verkeersbegeleidingsdiensten van de FAA naar een "marktconforme" regeringsorganisatie gediscussieerd.
In de jaren 1990 begon Transport Canada ook de privatisering van de exploitatie van grote luchthavens, en het afstoten van kleine luchthavens (meestal door de overdracht daarvan aan gemeenten). Naar aanleiding van de in 1994 opgestelde National Airports Policy blijft Transport Canada eigenaar van de meeste luchthavens met 200.000 of meer passagiersbewegingen per jaar, evenals van de primaire luchthavens bij federale, provinciale en territoriale hoofdsteden, maar verhuurt de meeste van deze luchthavens (die deel uitmaken van de National Airports System) aan externe exploitanten; momenteel zijn er 26 luchthavens in het systeem.
In 2003, lanceerde Transport Canada het Electronic Collection of Air Transportation Statistics program om gegevens over passagiers en vracht in real-time te verzamelen van luchtvaartmaatschappijen die vliegen in Canada. ECATS is in 2008 uitgebreid met algemene luchtvaart. Transport Canada verzamelt ook gegevens over alle ongevallen en incidenten, hoe klein ook, met behulp van het Civil Aviation Daily Occurrence Reporting System (CADORS).
Transport Canada blijft verantwoordelijk voor verlening van vergunningen aan piloten en andere luchtvaartspecialisten (zoals dispatchers en monteurs) en het registreren en inspecteren van vliegtuigen. Het is ook verantwoordelijk voor de veiligheidscertificering en continue toezicht op de veiligheid van de meeste vormen van commerciële activiteiten. Deze verantwoordelijkheden worden uitgevoerd door 6 regio's: Atlantic, Quebec, Ontario, Prairie en Noord, de Stille Oceaan en de zesde regio gevestigd in Ottawa is verantwoordelijk voor de luchtvaartexploitanten en de uitvoering van internationale vluchten en bepaalde soorten grote vliegtuigen. De Canadian Air Regulations (CARs) staan ook onder toezicht van Transport Canada.

### Surveillancevloot
- de Havilland Canada Dash 7-150IR
- Bombardier Dash 8M-100
- Cessna 550 Citation II
- Beechcraft King Air C90A